# Paddock Wood
Paddock Wood is een civil parish in het bestuurlijke gebied Tunbridge Wells, in het Engelse graafschap Kent. De plaats telt 8253 inwoners.

## Geboren in Paddock Wood
- Frederick Morgan (1894-1967), militair

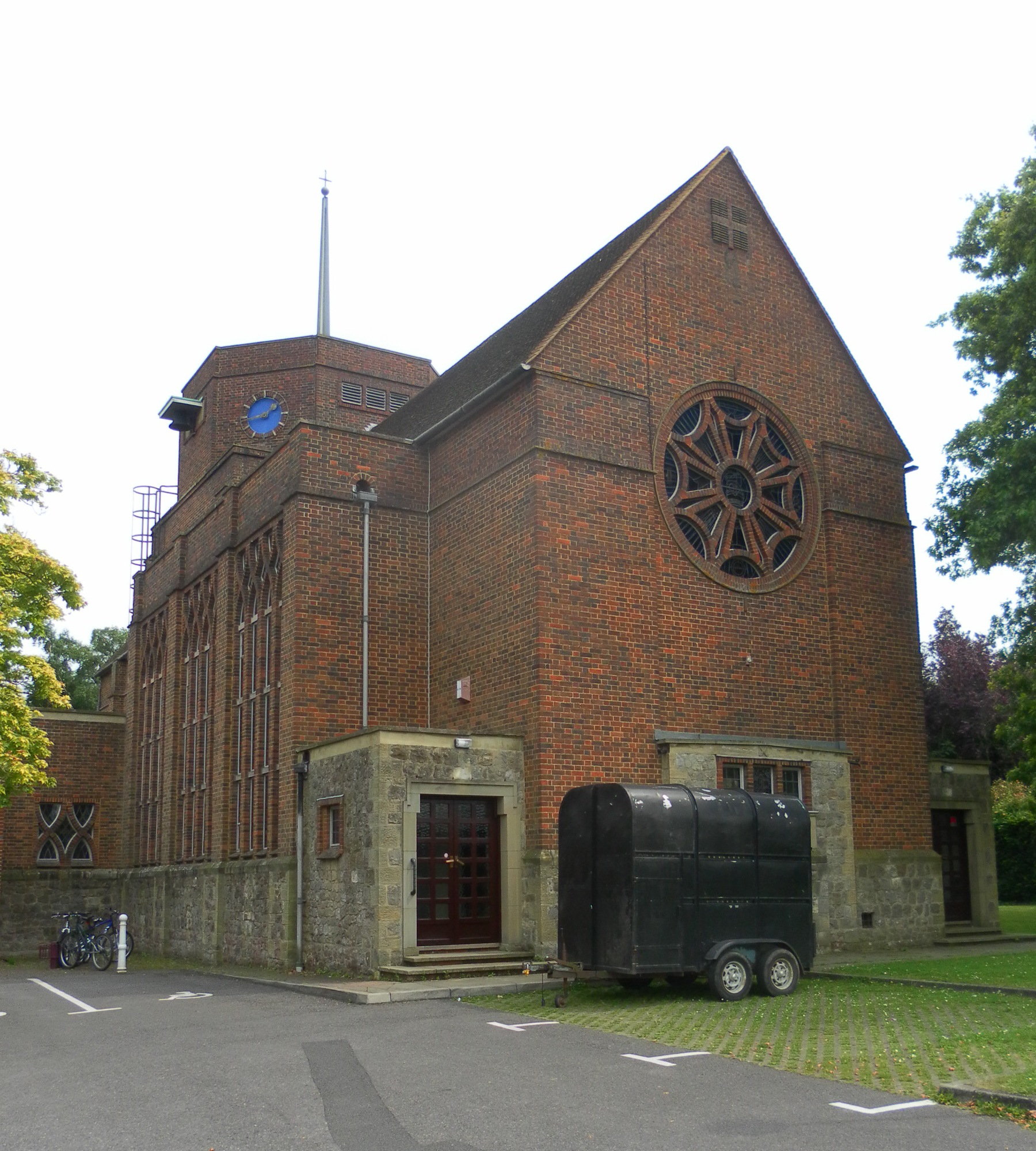
Kerk St. Andrew